# Scoresby Sund

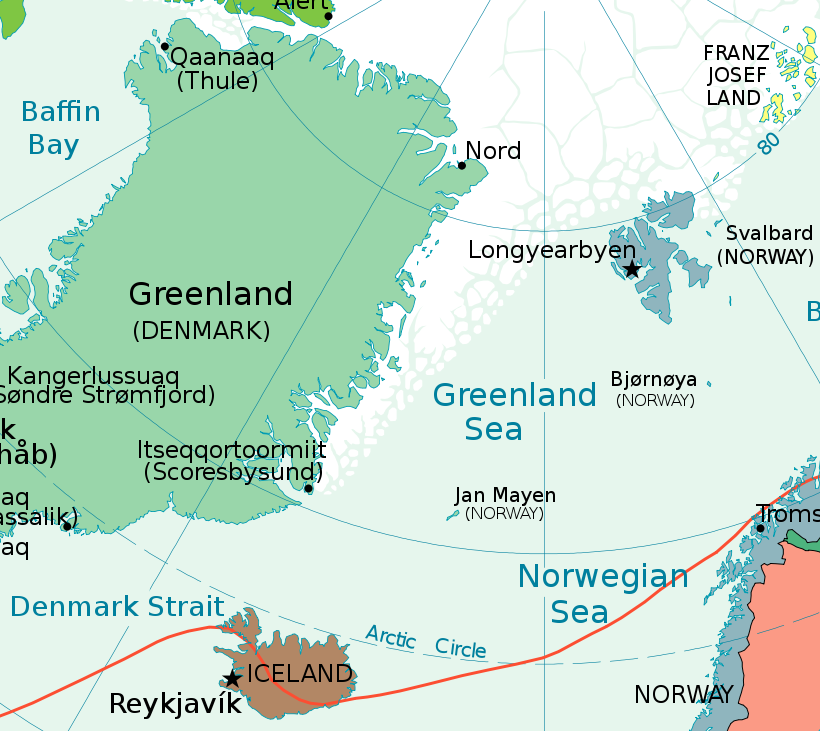
Mapa de Groenlàndia on es veu Scoresby Sund

Scoresby Sund és el fiord més gran del món i es troba a Groenlàndia. El seu nom en idioma inuit Kalaallisut és Kangertittivaq. És una entrada del mar de Groenlàndia a la costa est de l'illa. Té una estructura en forma d'arbre i el seu cos principal fa 110 km de llargada. El fiord cobreix una superfície de 38.000 km². El braç més llarg arriba a estar a 340 km de la costa. La fondària és de 400–600 m en el cos principal, però augmenta fins a 1.450m en els fiords.
Rep el nom en honor de l'explorador anglès William Scoresby, qui l'any 1822 cartografià aquest fiord. Hi ha nombroses illes la més gran dita Milne Land, té una superfície de 3.913 km². Al nord de la desembocadura es troba Ittoqqortoormiit, l'únic assentament permanent de la regió i l'any 2010 tenia 469 habitants.

## Fauna
| Bou mesquer | Guineu àrtica | Àlcid petit | Fraret atlàntic        | Ermini |
| Bou mesquer | Guineu àrtica | Àlcid petit | Frareret de l'Atlàntic | ermini |

## Paisatges
| Scoresby Sund | Icebergs el juliol de 1970 | Vista de Ittoqqortoormiit a l'estiu |
| Scoresby Sund | Icebergs el juliol de 1970 | Vista de Ittoqqortoormiit a l'estiu |